# 北部県 (バーレーン)
北部県（アラビア語: المحافظة الشمالية Muḥāfaẓat aš-Šamālīyah、英語: Northern Governorate）はバーレーンの県。
2014年の人口は約32.6万人。
面積は175km2。

## 教育
サール (Sar سار) に日本語学校が有る。